# Adicella melanella
Adicella melanella là một loài Trichoptera trong họ Leptoceridae. Chúng phân bố ở miền Cổ bắc.